# San Miguel (La Rioja)
San Miguel es una localidad argentina del Departamento Chilecito, provincia de La Rioja.
Se encuentra a 2 km de la ciudad de Chilecito, por Ruta Provincial 14.
Se puede visitar el Museo Regional Mis Montañas (en referencia al libro del mismo nombre escrito por Joaquín V. González) que se encuentra en la finca Samay Huasi (dependiente de la Universidad Nacional de La Plata), la cual fuera antigua finca de Joaquín Víctor González, político, escritor, catedrático y jurisconsulto.
Se exhiben pinturas, esculturas y grabados de autores argentinos.

## Geografía

### Población
La localidad está incluida dentro del aglomerado urbano de la ciudad de Chilecito, cuya población total asciende a 33,724 habitantes (Indec, 2010).

### Sismicidad
La sismicidad de la región de La Rioja es frecuente y de intensidad baja, y un silencio sísmico de terremotos medios a graves cada 30 años en áreas aleatorias. Sus últimas expresiones se produjeron:
- 12 de abril de 1899 (125 años), a las 16.10 UTC-3 con 6,4 Richter; como en toda localidad sísmica, aún con un silencio sísmico corto, se olvida la historia de otros movimientos sísmicos regionales (terremoto de La Rioja de 1899)
- 24 de octubre de 1957 (67 años), a las 22.07 UTC-3 con 6,0 Richter (terremoto de Villa Castelli de 1957): además de la gravedad física del fenómeno se unió el olvido de la población a estos eventos recurrentes
- 28 de mayo de 2002 (22 años), a las 0.03 UTC-3, con 6,0 escala Richter (terremoto de La Rioja de 2002)[2]